# Chriolepis tagus
Chriolepis tagus är en fiskart som beskrevs av Isaac Ginsburg, 1953. Chriolepis tagus ingår i släktet Chriolepis och familjen smörbultsfiskar. IUCN kategoriserar arten globalt som otillräckligt studerad. Inga underarter finns listade i Catalogue of Life.